# 汪泉 (明朝)
汪泉，明朝外戚。
其家世代担任金吾左卫指挥使，家住在京城顺天府（今北京市）。正统十年（1445年），他的儿子汪瑛有个女儿被册封为郕王妃，汪瑛因此被授予中城兵马司指挥一职，享受俸禄但不处理具体事务。郕王即位为皇帝，郕王妃被册封为皇后之后，汪泉被晋升为都指挥同知府军卫，带俸禄任职，汪瑛则担任锦衣卫指挥使。不久，父子二人一同被提拔为左都督，汪瑛的弟弟也分别被授予锦衣卫千户等不同官职。明英宗复位后，汪泉仍担任原来金吾卫的官职，汪瑛也回到锦衣卫的原职，他的四个弟弟都被削去官职，遣返回乡。不久，朝廷任命汪瑛为锦衣卫指挥佥事，其子孙可以世袭这一职位。